# Dubowjasiwka
Dubowjasiwka (ukrainisch Дубов'язівка anhörenⓘ [d̪ubɔˈʋjɐzʲiu̯kɑ]; russisch Дубовязовка Dubowjasowka) ist eine Siedlung städtischen Typs in der ukrainischen Oblast Sumy mit etwa 2500 Einwohnern (2019).
Dubowjasiwka ist seit 1956 eine Siedlung städtischen Typs. 1959 besaß die Siedlung 7223 Einwohner.

## Geographie
Dubowjasiwka liegt an der Regionalstraße P–61 und dem Ende einer Stichbahn der Bahnstrecke Bilopillja–Konop im Rajon Konotop am Ufer der Lypka (Липка), einem 30 km langen, linken Nebenfluss des Jesutsch (Єзуч), 20 km südöstlich vom Rajonzentrum Konotop und 110 km nordwestlich vom Oblastzentrum Sumy.

## Verwaltungsgliederung
Am 13. Juli 2017 wurde die Siedlung zum Zentrum der neugegründeten Siedlungsgemeinde Dubowjasiwka (Дубов'язівська селищна громада/Dubowjasiwska selyschtschna hromada). Zu dieser zählen auch die 15 Dörfer Basyliwka, Hamalijiwka, Kapitaniwka, Kochaniwka, Krasne, Kuryliwka, Lebedjewe, Perschotrawnewe, Poltawka, Rokytne, Saltykowe, Schpotiwka, Simjaniwka, Terniwka und Wyschnewe sowie die Ansiedlungen Biloserka, Biloussiwka und Topolyne, bis dahin bildete sie zusammen mit den Dörfern Hamalijiwka, Kochaniwka, Poltawka und Simjaniwka sowie den Ansiedlungen Biloserka und Topolyne die gleichnamige Siedlungsratsgemeinde Dubowjasiwka (Дубов'язівська селищна рада/Dubowjasiwska selyschtschna rada) im Südosten des Rajons Konotop.
Am 8. August 2018 kamen noch die Dörfer Buryky, Romantschukowe und Tschernetscha Sloboda zum Gemeindegebiet, am 12. Juni 2020 dann noch 11 weitere in der untenstehenden Tabelle aufgelistetene Dörfer hinzu.
Folgende Orte sind neben dem Hauptort Dubowjasiwka Teil der Gemeinde:
| Name                     | Name            | Name                               |
| ukrainisch transkribiert | ukrainisch      | russisch                           |
| ------------------------ | --------------- | ---------------------------------- |
| Basyliwka                | Базилівка       | Базилевка (Basilewka)              |
| Biloserka                | Білозерка       | Белозёрка (Belosjorka)             |
| Biloussiwka              | Білоусівка      | Белоусовка (Beloussowka)           |
| Buryky                   | Бурики          | Бурики (Buriki)                    |
| Dubynka                  | Дубинка         | Дубинка (Dubinka)                  |
| Hamalijiwka              | Гамаліївка      | Гамалиевка (Gamalijewka)           |
| Hruske                   | Грузьке         | Грузское (Gruskoje)                |
| Kapitaniwka              | Капітанівка     | Капитановка (Kapitanowka)          |
| Kochaniwka               | Коханівка       | Кохановка (Kochanowka)             |
| Krasne                   | Красне          | Красное (Krasnoje)                 |
| Kuryliwka                | Курилівка       | Куриловка (Kurilowka)              |
| Lebedjewe                | Лебедєве        | Лебедево (Lebedewo)                |
| Molodiwka                | Молодівка       | Молодовка (Molodowka)              |
| Passjowyny               | Пасьовини       | Пасевины (Passewiny)               |
| Perschotrawnewe          | Першотравневе   | Першотравневое (Perschotrawnewoje) |
| Poltawka                 | Полтавка        | Полтавка (Poltawka)                |
| Rokytne                  | Рокитне         | Ракитное (Rakitnoje)               |
| Romantschukowe           | Романчукове     | Романчуково (Romantschukowo)       |
| Saltykowe                | Салтикове       | Салтыково (Saltykowo)              |
| Schpotiwka               | Шпотівка        | Шпотовка (Schpotowka)              |
| Schyhajliwka             | Жигайлівка      | Жигайловка (Schigailowka)          |
| Semljanka                | Землянка        | Землянка                           |
| Simjaniwka               | Сім’янівка      | Семяновка (Semjanowka)             |
| Snischky                 | Сніжки          | Снежки (Sneschki)                  |
| Sowynka                  | Совинка         | Совинка (Sowinka)                  |
| Terniwka                 | Тернівка        | Терновка (Ternowka)                |
| Topolyne                 | Тополине        | Тополиное (Topolinoje)             |
| Tscherwonyj Jar          | Червоний Яр     | Червоный Яр (Tscherwony Jar)       |
| Tschernetscha Sloboda    | Чернеча Слобода | Чернеча Слобода                    |
| Wjasowe                  | В’язове         | Вязовое (Wjasowoje)                |
| Wyschnewe                | Вишневе         | Вишневое (Wischnewoje)             |
| Wyschnewyj Jar           | Вишневий Яр     | Вишневый Яр (Wischnewy Jar)        |